# Arrondissement de Pont-Audemer
L'arrondissement de Pont-Audemer est un ancien arrondissement français du département de l'Eure. Il fut créé le 17 février 1800 et supprimé le 10 septembre 1926. Les cantons revinrent à l'arrondissement de Bernay.

## Composition
Cet arrondissement comprenait les cantons de Beuzeville, Bourgtheroulde-Infreville, Cormeilles, Montfort-sur-Risle, Pont-Audemer, Quillebeuf-sur-Seine, Routot et Saint-Georges-du-Vièvre.

## Sous-préfets
| Période           | Période           | Identité                                  | Fonction précédente                                                                      | Observation                                                                              |
| ----------------- | ----------------- | ----------------------------------------- | ---------------------------------------------------------------------------------------- | ---------------------------------------------------------------------------------------- |
|                   |                   |                                           |                                                                                          |                                                                                          |
| 1810              |                   | M. Durand                                 |                                                                                          |                                                                                          |
|                   |                   |                                           |                                                                                          |                                                                                          |
| 1830              |                   | Marquis de Sainte-Marie († 17 avril 1843) |                                                                                          |                                                                                          |
| 10 décembre 1851  | 1856              | Félix Le Sergeant de Monnecove            |                                                                                          | Nommé à Segré                                                                            |
| 15 décembre 1856  | 24 mai 1862       | François de Saint-Priest                  | Sous-préfet de Domfront                                                                  | Nommé sous-préfet de Bayeux                                                              |
|                   |                   |                                           |                                                                                          |                                                                                          |
| juillet 1873      | mai 1876          | Louis Ernest Mettais-Cartier              | Maire des Andelys                                                                        | Nommé sous-préfet de Louviers (1876-1877)                                                |
| 24 mai 1876       | 24 mai 1877       | Christophe Leroy                          | Sous-préfet de Gien                                                                      | Nommé sous-préfet de Chinon                                                              |
|                   |                   |                                           |                                                                                          |                                                                                          |
| 30 décembre 1877  | 3 mai 1879        | Auguste Fremont                           | Avocat au barreau de Paris                                                               | Nommé secrétaire général de la préfecture de l'Eure                                      |
| 3 mai 1879        | 3 septembre 1879  | Marcel Grégoire                           | Sous-préfet de Marennes                                                                  | Nommé secrétaire général de la préfecture de la Haute-Marne                              |
| 3 septembre 1879  | 30 mars 1881      | Maurice Clesse                            |                                                                                          | Nommé sous-préfet de Saint-Jean-d'Angély                                                 |
| 30 mars 1881      | 16 avril 1881     | Henri Hugues                              | Sous-préfet de Commercy                                                                  | Nommé sous-préfet des Andelys                                                            |
| 16 avril 1881     | 25 novembre 1881  | Maurice Clesse                            | Sous-préfet de Saint-Jean-d'Angély                                                       | Nommé sous-préfet de Montbéliard                                                         |
| 25 novembre 1881  | 29 novembre 1883  | Joseph Brû d'Esquille                     | Sous-préfet de Nyons                                                                     | Mis en disponibilité. Devient secrétaire général de la préfecture de la Dordogne en 1885 |
| 29 novembre 1883  | 8 juin 1891       | Henri Leguerney                           |                                                                                          | Nommé sous-préfet d'Yvetot                                                               |
| 8 juin 1891       | 6 février 1895    | Charles Girerd                            | Secrétaire général de la préfecture de l'Ain                                             | Remplacé                                                                                 |
| 6 février 1895    | 13 juin 1908      | Gustave Barbé                             |                                                                                          | Nommé sous-préfet de Pithiviers                                                          |
| 13 juin 1908      | 9 juin 1911       | Marie Bertrand                            |                                                                                          | Nommé sous-préfet de Fougères                                                            |
| 9 juin 1911       | 15 juillet 1914   | Charles Guilhermet                        | la disposition du secrétaire général de la préfecture de l'Afrique-Occidentale française | Nommé secrétaire général de la préfecture de Constantine                                 |
| 15 juillet 1914   | 1er août 1914     | Lucien Bilange                            | Sous-préfet de Joigny                                                                    | Non installé. Mis en disponibilité sur sa demande.                                       |
| 1er août 1914     | 10 mars 1918      | Bertrand Lafond                           | Sous-préfet de Ploërmel                                                                  | Nommé sous-préfet de Vendôme                                                             |
| 20 mars 1918      | 1919              | Germain Clergerie                         | Secrétaire général de la préfecture du Cher                                              | Mort en fonction                                                                         |
| 21 avril 1919     | 28 avril 1919     | Louis Gozzi                               | Sous-préfet d'Orthez                                                                     | Remplacé                                                                                 |
| 28 avril 1919     | 1924              | Julien Molins                             | Mobilisé pour la guerre                                                                  | Mort en fonction                                                                         |
| 1er novembre 1924 | 3 juillet 1925    | Alexis Vrin                               | Sous-préfet de Clamecy pour la durée de la guerre                                        | Nommé rédacteur principal au ministère de l'Intérieur                                    |
| 3 juillet 1925    | 24 octobre 1925   | Désiré Jouany                             | Sous-préfet de Villefranche-de-Lauragais                                                 | Nommé sous-préfet de Bernay                                                              |
| 24 octobre 1925   | 22 septembre 1926 | Fernand Coutenceau                        | Sous-préfet de Figeac                                                                    | Rattaché à la préfecture de l'Eure à la fermeture de la sous-préfecture                  |